# 溫斯頓縣 (密西西比州)
溫斯頓县（英語：Winston County）是美國密西西比州中部偏東的一個縣。面積1,580平方公里。根據美國2000年人口普查，共有人口20,160人。縣治路易維爾 (Louisville)。
成立於1833年12月23日。縣名紀念Louis Winston上校。